# ایده‌لوی بزرگ
ایده‌لوی بزرگ یکی از روستاهای استان آذربایجان شرقی است که در دهستان گاودول شرقی بخش آق منار شهرستان ملکان واقع شده‌است.